# Tierra Blanca, Pungarabato
Tierra Blanca är en ort i Mexiko.   Den ligger i kommunen Pungarabato och delstaten Guerrero, i den södra delen av landet, 200 km sydväst om huvudstaden Mexico City. Tierra Blanca ligger 249 meter över havet och antalet invånare är 527.
Terrängen runt Tierra Blanca är platt åt nordost, men åt sydväst är den kuperad. Runt Tierra Blanca är det ganska glesbefolkat, med 22 invånare per kvadratkilometer. Närmaste större samhälle är Ciudad Altamirano, 3,5 km nordost om Tierra Blanca. Omgivningarna runt Tierra Blanca är en mosaik av jordbruksmark och naturlig växtlighet.